# Noël au Canada (South Park)
Noël au Canada (It's Christmas in Canada en version originale) est le quinzième épisode de la septième saison de la série animée South Park, ainsi que le 111e épisode de l'émission.

## Synopsis
Les parents biologiques d'Ike reprennent leurs droits sur leur enfant et le ramènent au Canada. Scandalisé, Kyle mobilise ses trois meilleurs amis pour aller parler aux nouvelles instances du Canada.

## Mort deKenny
Saddam Hussein le tue à l'aide d'un rayon laser. C'est sa première mort depuis Kenny se meurt et la seule de la saison.